# Erdemir
Ereğli Demir ve Çelik Fab. T.A.Ş.  (Erdemir) ist ein türkischer Stahlkonzern mit Sitz in Zonguldak. Die Firma wurde im Jahre 1965 gegründet. Der Name bedeutet übersetzt „Eisen- und Stahlwerke Ereğli“.
Im Jahr 2020 produzierte Erdemir knapp 8,5 Millionen Tonnen Rohstahl. Das war der 4. Rang unter den größten Rohstahlproduzenten Europas.
Im Februar 2002 erwarb das Unternehmen den staatlichen Langstahlerzeuger İSDEMIR mit einer Rohstahlkapazität von 2,2 Millionen Tonnen. Diese Produktionskapazität ist die größte Eisen- und Stahlproduktion des Landes und Erdemir ist der einzige integrierte Hersteller von Flachstahl in der Türkei.
2005 übernahm die Oyak-Gruppe über ihre Tochter Ataer Holding die Mehrheit am Unternehmen. Heute (2023) hält das Unternehmen noch 49,29 % an Erdemir.
Im Februar 2008 wurden Ausbau und Modernisierung fertiggestellt. 2023 konnten insgesamt 7,2 Millionen Tonnen Stahl produziert werden.